# Olympische Sommerspiele 2004/Turnen
Bei den Olympischen Spielen 2004 in der griechischen Hauptstadt Athen fanden vom 14. bis 23. August 2004 insgesamt 14 Wettkämpfe im Gerätturnen statt, davon acht für Männer und sechs für Frauen. Austragungsort war die Olympic Indoor Hall im Athens Olympic Sports Complex.

## Vorqualifikation
Als Qualifikationswettkampf für die olympischen Gerätturnwettbewerbe zählten die Weltmeisterschaften im Gerätturnen 2003 in Anaheim/USA. Bei den Männern und den Frauen qualifizierten sich jeweils die 12 besten Teams – mit 6 Turner(inne)n – sowie 26 weiter Einzelstarter(innen). Insgesamt waren in Athen also 98 Turner und 98 Turnerinnen am Start.
Folgende Teams qualifizierten sich:
- Männer: 1. Volksrepublik China (Mannschaftsweltmeister), 2. USA, 3. Japan, 4. Russland, 5. Rumänien, 6. Südkorea, 7. Frankreich, 8. Ukraine, 9. Kanada, 10. Spanien, 11. Italien, 12. Deutschland (von 52 Mannschaften bei den Weltmeisterschaften)
- Frauen: 1. USA (Mannschaftsweltmeister), 2. Rumänien, 3. Australien, 4. Volksrepublik China, 5. Spanien, 6. Russland, 7. Ukraine, 8. Brasilien, 9. Großbritannien, 10. Frankreich, 11. Kanada, 12. Nordkorea (von 35 Mannschaften bei den Weltmeisterschaften)

Das deutsche Frauenteam verpasste mit Platz 13 knapp die Qualifikation und war daher in Athen nur mit zwei Einzelstarterinnen vertreten.

## Bilanz

### Medaillenspiegel
| Platz  | Land               | Gold | Silber | Bronze | Gesamt |
| ------ | ------------------ | ---- | ------ | ------ | ------ |
| 1      | Rumänien           | 4    | 3      | 3      | 10     |
| 2      | Vereinigte Staaten | 2    | 6      | 1      | 9      |
| 3      | Japan              | 1    | 1      | 2      | 4      |
| 4      | China              | 1    | –      | 2      | 3      |
| 5      | Italien            | 1    | –      | 1      | 2      |
| 5      | Spanien            | 1    | –      | 1      | 2      |
| 7      | Frankreich         | 1    | –      | –      | 1      |
| 7      | Griechenland       | 1    | –      | –      | 1      |
| 7      | Kanada             | 1    | –      | –      | 1      |
| 7      | Ukraine            | 1    | –      | –      | 1      |
| 11     | Russland           | –    | 1      | 2      | 3      |
| 12     | Bulgarien          | –    | 1      | 1      | 2      |
| 12     | Südkorea           | –    | 1      | 1      | 2      |
| 14     | Lettland           | –    | 1      | –      | 1      |
| Gesamt | Gesamt             | 14   | 14     | 14     | 42     |

### Medaillengewinner
Männer
| Disziplin            | Gold                                                                                              | Silber                                                                                       | Bronze                                                                                            |
| -------------------- | ------------------------------------------------------------------------------------------------- | -------------------------------------------------------------------------------------------- | ------------------------------------------------------------------------------------------------- |
| Mannschaftsmehrkampf | JapanTakehiro Kashima Hisashi Mizutori Daisuke Nakano Hiroyuki Tomita Naoya Tsukahara Isao Yoneda | Vereinigte StaatenJason Gatson Morgan Hamm Paul Hamm Brett McClure Blaine Wilson Guard Young | RumänienMarian Drăgulescu Daniel Popescu Dan Potra Răzvan Șelariu Ioan Silviu Suciu Marius Urzică |
| Einzelmehrkampf      | Paul Hamm                                                                                         | Kim Dae-eun                                                                                  | Yang Tae-young                                                                                    |
| Barren               | Walerij Hontscharow                                                                               | Hiroyuki Tomita                                                                              | Li Xiaopeng                                                                                       |
| Bodenturnen          | Kyle Shewfelt                                                                                     | Marian Drăgulescu                                                                            | Jordan Jowtschew                                                                                  |
| Sprung               | Gervasio Deferr                                                                                   | Jevgēņijs Saproņenko                                                                         | Marian Drăgulescu                                                                                 |
| Reck                 | Igor Cassina                                                                                      | Paul Hamm                                                                                    | Isao Yoneda                                                                                       |
| Ringe                | Dimosthenis Tampakos                                                                              | Jordan Jowtschew                                                                             | Jury Chechi                                                                                       |
| Pauschenpferd        | Teng Haibin                                                                                       | Marius Urzică                                                                                | Takehiro Kashima                                                                                  |

Frauen
| Disziplin            | Gold                                                                                          | Silber | Bronze |
| -------------------- | --------------------------------------------------------------------------------------------- | --- | --- |
| Mannschaftsmehrkampf | RumänienOana Ban Alexandra Eremia Cătălina Ponor Monica Roșu Daniela Șofronie Silvia Stroescu | Vereinigte StaatenMohini Bhardwaj Annia Hatch Terin Humphrey Courtney Kupets Courtney McCool Carly Patterson | RusslandSwetlana Chorkina Ljudmila Jeschowa Marija Krjutschkowa Anna Pawlowa Jelena Samolodtschikowa Natalja Siganschina |
| Einzelmehrkampf      | Carly Patterson                                                                               | Swetlana Chorkina                                                                                            | Zhang Nan |
| Bodenturnen          | Cătălina Ponor                                                                                | Daniela Șofronie                                                                                             | Patricia Moreno |
| Sprung               | Monica Roșu                                                                                   | Annia Hatch                                                                                                  | Anna Pawlowa |
| Schwebebalken        | Cătălina Ponor                                                                                | Carly Patterson                                                                                              | Alexandra Eremia |
| Stufenbarren         | Émilie Le Pennec                                                                              | Terin Humphrey                                                                                               | Courtney Kupets |

## Wettbewerbe der Männer

### Qualifikation
Die Qualifikationsrunde der Männer fand am 14. August statt.
Endstand Mannschaftswertung
1. Japan 232,134; 2. USA 230,419; 3. Rumänien 230,190; 4. Volksrepublik China 229,507; 5. Ukraine 228,382; 6. Russland 227,180; 7. Südkorea 227,970; 8. Deutschland 226,980; 9. Frankreich 226,231; 10. Spanien 223,295; 11. Kanada 221,905; 12. Italien 221,431

### Mannschaftsmehrkampf (Finale)
Das Mannschaftsfinale der Männer fand am 16. August um 20:30 Uhr statt. Teilnahmeberechtigt waren die 8 besten Teams aus der Qualifikation:
1. Japan; 2. USA; 3. Rumänien; 4. Volksrepublik China; 5. Ukraine; 6. Russland; 7. Südkorea; 8. Deutschland
| Platz | Land | Athleten                                                                                                   | Punkte  |
| ----- | ---- | --- | ------- |
| 1     | JPN  | Takehiro Kashima Hisashi Mizutori Daisuke Nakano Hiroyuki Tomita Naoya Tsukahara Isao Yoneda               | 173,821 |
| 2     | USA  | Jason Gatson Morgan Hamm Paul Hamm Brett McClure Blaine Wilson Guard Young                                 | 172,933 |
| 3     | ROM  | Marian Drăgulescu Daniel Popescu Dan Potra Răzvan Șelariu Ioan Silviu Suciu Marius Urzică                  | 172,384 |
| 4     | KOR  | Cho Seong-min Kim Dae-eun Kim Dong-hwa Kim Seong-il Lee Sun-yung Yang Tae-young                            | 171,847 |
| 5     | CHN  | Huang Xu Li Xiaopeng Teng Haibin Xiao Qin Xing Aowei Yang Wei                                              | 171,257 |
| 6     | RUS  | Alexei Bondarenko Maxim Dewjatowski Anton Golozuzkow Georgi Grebenkow Alexei Nemow Alexander Safoschkin    | 169,808 |
| 7     | UKR  | Jewhen Bohonossjuk Walerij Hontscharow Wadym Kuwakin Ruslan Mesenzew Andrij Mychajlytschenko Roman Sosulja | 168,244 |
| 8     | GER  | Thomas Andergassen Matthias Fahrig Fabian Hambüchen Robert Juckel Sven Kwiatkowski Sergei Pfeifer          | 167,372 |

### Einzelmehrkampf (Finale)
Das Finale im Einzelmehrkampf der Männer fand am 18. August um 20:30 Uhr statt. Teilnahmeberechtigt waren die 24 besten Turner der Qualifikation (Mehrkampfwertung).
| Platz | Land | Athlet            | Punkte |
| ----- | ---- | ----------------- | ------ |
| 1     | USA  | Paul Hamm         | 57,823 |
| 2     | KOR  | Kim Dae-eun       | 57,811 |
| 3     | KOR  | Yang Tae-young    | 57,774 |
| 4     | ROM  | Ioan Silviu Suciu | 57,648 |
| 5     | ESP  | Rafael Martínez   | 57,549 |
| 6     | JPN  | Hiroyuki Tomita   | 57,485 |
| 7     | CHN  | Yang Wei          | 57,361 |
| 8     | ROM  | Marian Drăgulescu | 57,323 |

Dem Gewinner der Bronzemedaille, Yang Tae-young, wurde durch einen Fehler der Preisrichter 0,1 Punkt zu wenig für seine Übung am Barren angerechnet. Dadurch verlor er die Goldmedaille. Der CAS entschied, dass das Ergebnis nicht mehr geändert wird, weil Yang nicht unmittelbar nach der Benotung, sondern erst nach dem Ende des Wettbewerbes protestiert hatte. Die verantwortlichen Preisrichter wurden von der FIG suspendiert.

### Gerätefinals
Die Gerätefinals fanden am 21. August (Boden, Pauschenpferd, Ringe) und 22. August (Sprung, Barren, Reck) statt. Teilnahmeberechtigt waren jeweils die acht besten Turner der Qualifikation an dem jeweiligen Gerät.

#### Boden
| Platz | Land | Athlet            | Punkte |
| ----- | ---- | ----------------- | ------ |
| 1     | CAN  | Kyle Shewfelt     | 9,787  |
| 2     | ROM  | Marian Drăgulescu | 9,787  |
| 3     | BUL  | Jordan Jowtschew  | 9,775  |
| 4     | ESP  | Gervasio Deferr   | 9,712  |
| 5     | USA  | Paul Hamm         | 9,712  |
| 6     | JPN  | Daisuke Nakano    | 9,712  |
| 7     | JPN  | Isao Yoneda       | 9,662  |
| 8     | USA  | Morgan Hamm       | 9,650  |

Datum: 22. August 2004, 20:00 Uhr

#### Pauschenpferd
| Platz | Land | Athlet              | Punkte |
| ----- | ---- | ------------------- | ------ |
| 1     | CHN  | Teng Haibin         | 9,837  |
| 2     | ROM  | Marius Urzică       | 9,825  |
| 3     | JPN  | Takehiro Kashima    | 9,787  |
| 4     | CHN  | Xu Huang            | 9,775  |
| 5     | ESP  | Victor Cano         | 9,762  |
| 6     | USA  | Paul Hamm           | 9,737  |
| 7     | ISL  | Runar Alexandersson | 9,725  |
| 8     | JPN  | Hiroyuki Tomita     | 9,062  |

Datum: 22. August 2004, 21:08 Uhr

#### Ringe
| Platz | Land | Athlet               | Punkte |
| ----- | ---- | -------------------- | ------ |
| 1     | GRE  | Dimosthenis Tampakos | 9,862  |
| 2     | BUL  | Jordan Jowtschew     | 9,850  |
| 3     | ITA  | Jury Chechi          | 9,812  |
| 4     | JPN  | Hiroyuki Tomita      | 9,800  |
| 5     | ITA  | Matteo Morandi       | 9,800  |
| 6     | FRA  | Pierre-Yves Bény     | 9,800  |
| 7     | RUS  | Alexander Safoschkin | 9,750  |
| 8     | SUI  | Andreas Schweizer    | 9,737  |

Datum: 22. August 2004, 22:14 Uhr

#### Sprung(Sprungtisch)
| Platz | Land | Athlet               | Punkte |
| ----- | ---- | -------------------- | ------ |
| 1     | ESP  | Gervasio Deferr      | 9,737  |
| 2     | LAT  | Jevgēņijs Saproņenko | 9,706  |
| 3     | ROM  | Marian Drăgulescu    | 9,612  |
| 4     | CAN  | Kyle Shewfelt        | 9,599  |
| 5     | BUL  | Filip Janew          | 9,581  |
| 6     | HUN  | Robert Gal           | 9,537  |
| 7     | CHN  | Li Xiaopeng          | 9,368  |
| 8     | RUS  | Alexei Bondarenko    | 4,550  |

Datum: 23. August 2004, 20:00 Uhr

#### Barren
| Platz | Land | Athlet              | Punkte |
| ----- | ---- | ------------------- | ------ |
| 1     | UKR  | Walerij Hontscharow | 9,787  |
| 2     | JPN  | Hiroyuki Tomita     | 9,775  |
| 3     | CHN  | Li Xiaopeng         | 9,762  |
| 4     | BLR  | Iwan Iwankou        | 9,762  |
| 5     | JPN  | Daisuke Nakano      | 9,762  |
| 6     | FRA  | Yann Cucherat       | 9,762  |
| 7     | USA  | Paul Hamm           | 9,737  |
| 8     | KAZ  | Jernar Jerimbetow   | 9,737  |

Datum: 23. August 2004, 21:10 Uhr

#### Reck
| Platz | Land | Athlet              | Punkte |
| ----- | ---- | ------------------- | ------ |
| 1     | ITA  | Igor Cassina        | 9,812  |
| 2     | USA  | Paul Hamm           | 9,812  |
| 3     | JPN  | Isao Yoneda         | 9,787  |
| 4     | USA  | Morgan Hamm         | 9,787  |
| 5     | RUS  | Alexei Nemow        | 9,762  |
| 6     | CHN  | Qin Xiao            | 9,737  |
| 7     | GER  | Fabian Hambüchen    | 9,700  |
| 8     | UKR  | Walerij Hontscharow | 8,887  |

Datum: 23. August 2004, 22:10 Uhr
Ein bis dahin einmaliger Vorfall ereignete sich beim Reckwettkampf. Nach der mit Höchstschwierigkeiten geturnten Übung des Russen Alexei Nemow, des Olympiasiegers von Sydney 2000, mit fast perfekter Ausführung, konnte nur ein kleiner Ausfallschritt beim Abgang (Turnen) für einen Abzug in der Benotung sorgen. Statt der 10,0 gab es nur eine 9,725 wegen des Patzers am Ende der Übung. Im Publikum brach ein lautstarker Proteststurm los. Der Wettbewerb wurde unterbrochen und nach etlichen Minuten korrigierte die Jury die Note auf 9,762, ohne dass sich Nemow in der Platzierung verbesserte (Platz 5). Nemow selbst sorgte mit beschwichtigenden Gesten für eine Beruhigung beim Publikum.
Der einzige deutsche Finalteilnehmer Fabian Hambüchen, mit 16 der jüngste Turner der Spiele in Athen, zeigte auch eine hervorragende Übung, mit einer kleinen seitlichen Drehung beim Abgang. Diese kleine Unsicherheit kostete ihn die Bronzemedaille. Hambüchen kam mit 9,700 Punkten auf Platz 7.

## Wettbewerbe der Frauen

### Qualifikation
Die Qualifikationsrunde der Frauen fand am 15. August statt.

### Mannschaftsmehrkampf (Finale)
Das Mannschaftsfinale der Frauen fanden am 17. August um 21:00 Uhr statt. Teilnahmeberechtigt waren die 8 besten Teams aus der Qualifikation.
| Platz | Land | Athletinnen | Punkte  |
| ----- | ---- | --- | ------- |
| 1     | ROM  | Oana Ban Alexandra Eremia Cătălina Ponor Monica Roșu Daniela Șofronie Silvia Stroescu                            | 114,283 |
| 2     | USA  | Mohini Bhardwaj Annia Hatch Terin Humphrey Courtney Kupets Courtney McCool Carly Patterson                       | 113,584 |
| 3     | RUS  | Swetlana Chorkina Ljudmila Jeschowa Marija Krjutschkowa Anna Pawlowa Jelena Samolodtschikowa Natalja Siganschina | 113,235 |
| 4     | UKR  | Mirabella Achunu Iryna Jarozka Iryna Krasnjanska Aljona Kwascha Olha Schtscherbatych Alina Kositsch              | 112,309 |
| 5     | ESP  | Laura Campos Tania Gener Elena Gomez Monica Mesalles Patricia Moreno Sara Moro                                   | 111,572 |
| 6     | FRA  | Coralie Chacon Soraya Chaouch Marine Debauve Émilie Le Pennec Camille Schmutz Isabelle Severino                  | 110,159 |
| 7     | CHN  | Cheng Fei Fan Ye Li Ya Lin Li Wang Tiantian Zhang Nan                                                            | 110,008 |
| 8     | AUS  | Karen Nguyen Stephanie Moorhouse Melissa Munro Monette Russo Lisa Skinner Allana Slater                          | 108,847 |

### Einzelmehrkampf (Finale)
Das Finale im Einzelmehrkampf der Frauen fand am 19. August um 21:00 Uhr statt. Teilnahmeberechtigt waren die 24 besten Turnerinnen der Qualifikation (Mehrkampfwertung).
| Platz | Land | Athletin          | Punkte |
| ----- | ---- | ----------------- | ------ |
| 1     | USA  | Carly Patterson   | 38,387 |
| 2     | RUS  | Swetlana Chorkina | 38,211 |
| 3     | CHN  | Zhang Zhang Nan   | 38,049 |
| 4     | RUS  | Anna Pawlowa      | 38,024 |
| 5     | ROM  | Daniela Șofronie  | 37,948 |
| 6     | UKR  | Iryna Jarozka     | 37,687 |
| 7     | FRA  | Marine Debauve    | 37,361 |
| 8     | ESP  | Elena Gomez       | 37,299 |

### Gerätefinals
Die Gerätefinals fanden am 21. August (Sprung, Stufenbarren) und 22. August (Schwebebalken, Boden) statt. Teilnahmeberechtigt waren jeweils die 8 besten Turnerinnen der Qualifikation (an dem jeweiligen Gerät).

#### Sprung(Sprungtisch)
| Platz | Land | Athletin                | Punkte |
| ----- | ---- | ----------------------- | ------ |
| 1     | ROM  | Monica Roșu             | 9,656  |
| 2     | USA  | Annia Hatch             | 9,481  |
| 3     | RUS  | Anna Pawlowa            | 9,475  |
| 4     | RUS  | Jelena Samolodtschikowa | 9,412  |
| 5     | PRK  | Kang Yun-mi             | 9,381  |
| 6     | UKR  | Aljona Kwascha          | 9,343  |
| 7     | CHN  | Wang Tiantian           | 9,081  |
| 8     | FRA  | Coralie Chacon          | 4,456  |

Datum: 22. August 2004, 20:35 Uhr

#### Stufenbarren
| Platz | Land | Athletin          | Punkte |
| ----- | ---- | ----------------- | ------ |
| 1     | FRA  | Émilie Le Pennec  | 9,687  |
| 2     | USA  | Terin Humphrey    | 9,662  |
| 3     | USA  | Courtney Kupets   | 9,637  |
| 4     | PRK  | Pyon Kwang-sun    | 9,600  |
| 5     | CHN  | Li Ya             | 9,562  |
| 6     | ROM  | Daniela Șofronie  | 9,462  |
| 7     | CHN  | Lin Li            | 9,200  |
| 8     | RUS  | Swetlana Chorkina | 8,925  |

Datum: 22. August 2004, 21:43 Uhr

#### Schwebebalken
| Platz | Land | Athletin         | Punkte |
| ----- | ---- | ---------------- | ------ |
| 1     | ROM  | Cătălina Ponor   | 9,787  |
| 2     | USA  | Carly Patterson  | 9,775  |
| 3     | ROM  | Alexandra Eremia | 9,700  |
| 4     | RUS  | Anna Pawlowa     | 9,587  |
| 5     | USA  | Courtney Kupets  | 9,375  |
| 6     | CHN  | Zhang Nan        | 9,237  |
| 7     | CHN  | Li Ya            | 9,050  |
| 8     | AUS  | Allana Slater    | 8,750  |

Datum: 23. August 2004, 20:35 Uhr

#### Boden
| Platz | Land | Athletin          | Punkte |
| ----- | ---- | ----------------- | ------ |
| 1     | ROM  | Cătălina Ponor    | 9,750  |
| 2     | ROM  | Daniela Șofronie  | 9,562  |
| 3     | ESP  | Patricia Moreno   | 9,487  |
| 4     | CHN  | Cheng Fei         | 9,412  |
| 5     | BRA  | Daiane dos Santos | 9,375  |
| 6     | USA  | Mohini Bhardwaj   | 9,312  |
| 7     | CAN  | Kate Richardson   | 9,312  |
| 8     | UKR  | Alina Kositsch    | 8,500  |

Datum: 23. August 2004, 21:45 Uhr

## Nachweise
1. ↑  nytimes.com – South Korean Gymnast Appeals to Top Sports Court

Badminton |
Baseball |
Basketball |
Bogenschießen |
Boxen |
Fechten |
Fußball |
Gewichtheben |
Handball |
Hockey |
Judo |
Kanu |
Leichtathletik |
Moderner Fünfkampf |
Radsport |
Reiten |
Rhythmische Sportgymnastik |
Ringen |
Rudern |
Schießen |
Schwimmen |
Segeln |
Softball |
Synchronschwimmen |
Taekwondo |
Tennis |
Tischtennis |
Trampolinturnen |
Triathlon |
Turnen |
Volleyball: Halle / Beach |
Wasserball |
Wasserspringen